# Refugiados das guerras entre Armênia e Azerbaijão

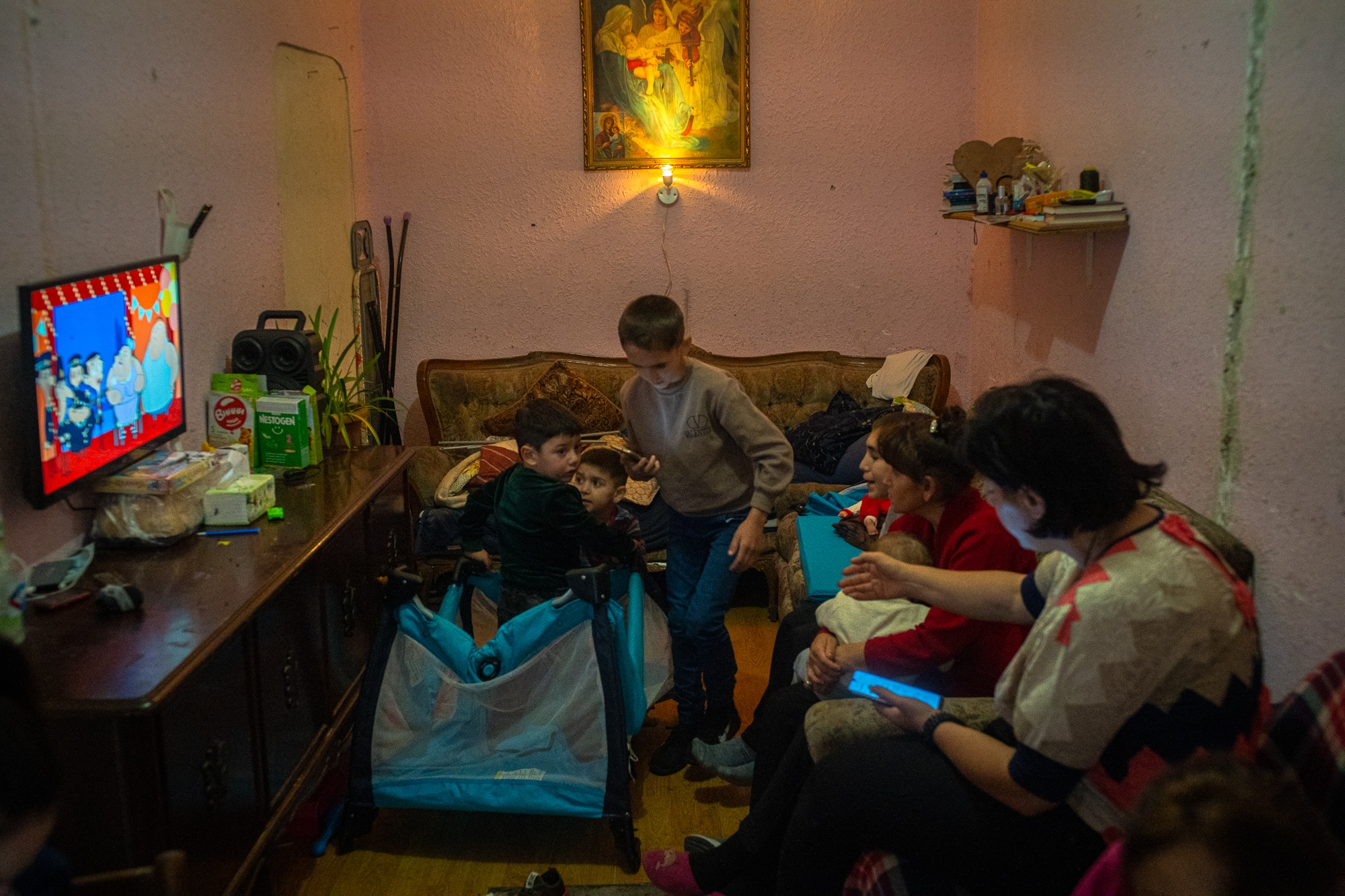
Nove crianças e três adultos se aglomeram no pequeno apartamento em Yerevan depois de fugir da violência na área disputada de Nagorno-Karabakh

Os refugiados das guerras entre a Armênia e o Azerbaijão, reacendida no ano de 2020 traz consigo diversos refugiados que procuram fugir da guerra, migrando ou emigrando, internamente ou externamente respectivamente. Muitos são cidadãos armênios e azerbaijanos que fugiram de suas casas durante a primeira guerra do Nagorno-Karabakh na década de 1990, centenas de milhares de azerbaijanos foram expulsos de suas casas pelas forças armênias dentro e ao redor do território contestado. Muitos deles agora esperam retornar às áreas que o Azerbaijão reconquistou.
A Cruz Vermelha desempenha um papel essencial como única organização internacional com acesso a toda a região do conflito. A Federação Russa também tem acesso à região e tem desempenhado um importante papel em termos de ajuda humanitária e segurança por meio de suas forças de manutenção da paz.
Com relação à questão das pessoas deslocadas no Azerbaijão a Assembleia Parlamentar do Conselho Europeu observa que, de acordo com fontes do Azerbaijão, cerca de 84 000 azerbaijanos foram temporariamente deslocados durante a guerra de 6 semanas. Não obstante as dificuldades do inverno e da Covid-19, as autoridades do país prestaram toda a assistência necessária. Fizeram isso sem recorrer à ajuda da comunidade internacional. Quase todas as pessoas deslocadas pela guerra de 6 semanas regressaram às suas casas e a maior parte dos danos foram reparados. O maior desafio agora para o Azerbaijão é o regresso dos 650 000 deslocados da guerra de 1991-1994 já que 65% dessas pessoas deslocadas gostariam de regressar às suas pátrias; reconhece, a este respeito, o enorme desafio enfrentado pelo Azerbaijão, uma vez que os territórios estão fortemente minados e os danos são extensos. Áreas como Aghdam e Fuzuli estão quase totalmente destruídas.

## Deslocados
A guerra, que começou no final de setembro de 2020, deslocou grande parte da população do enclave; as autoridades de Nagorno-Karabakh estimam que 90.000 dos 150.000 habitantes fugiram. Muitos seguiram para a capital armênia, Yerevan, abrigando-se em hotéis, escolas e apartamentos de particulares. O governo está lutando para encontrar acomodação para o resto.

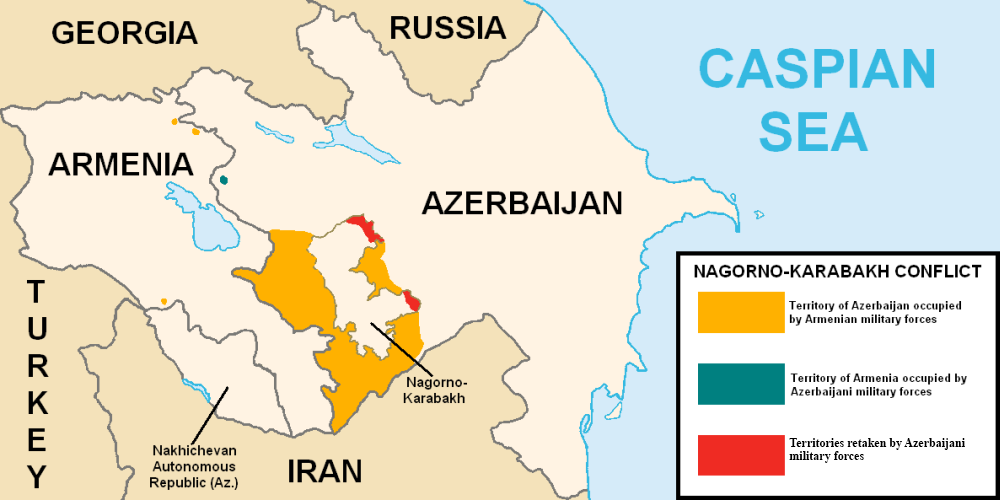
Mapa de conflitos na região de Nagorno-Karabakh

Refugiados que fugiram das zonas de conflitos no Azerbaijão, estão dormindo em áreas improvisadas, por exemplo, em uma fábrica de lapidação de diamantes, após fugirem de suas casas no enclave montanhoso de Nagorno-Karabakh: Áreas essas que são abrigo dos piores combates da região em quase 30 anos, lá vivem quase 200 pessoas, muitas delas crianças

No final de maio de 2021, restavam 36.882 armênios do conflito vivendo em uma situação semelhante à de refugiados. 85% deles mulheres e crianças (crianças representam entre 32-42% dos deslocados e, enquanto suas necessidades básicas estão sendo atendidas, maior acesso à educação por exemplo, acesso a computadores e tablets, e garantindo que os abrigos fiquem mais próximos das escolas uma vez que o apoio psicológico e social é necessário). Algumas pessoas sinalizaram que voltarão quando tiverem mais segurança (principalmente mulheres e crianças), e algumas pessoas planejam se mudar para o exterior. Existe uma grande categoria de cerca de 24.615 que vêm de áreas devolvidas sob o controle do Azerbaijão e o relator entende que não houve nenhum regresso a essas áreas e que é improvável que as pessoas em causa regressem. O retorno dos refugiados a suas casas se reduziu, mesmo que o retorno seja a opção preferida, devem ser voluntários, com segurança e dignidade e nenhuma pressão indevida deve ser exercida sobre as pessoas.

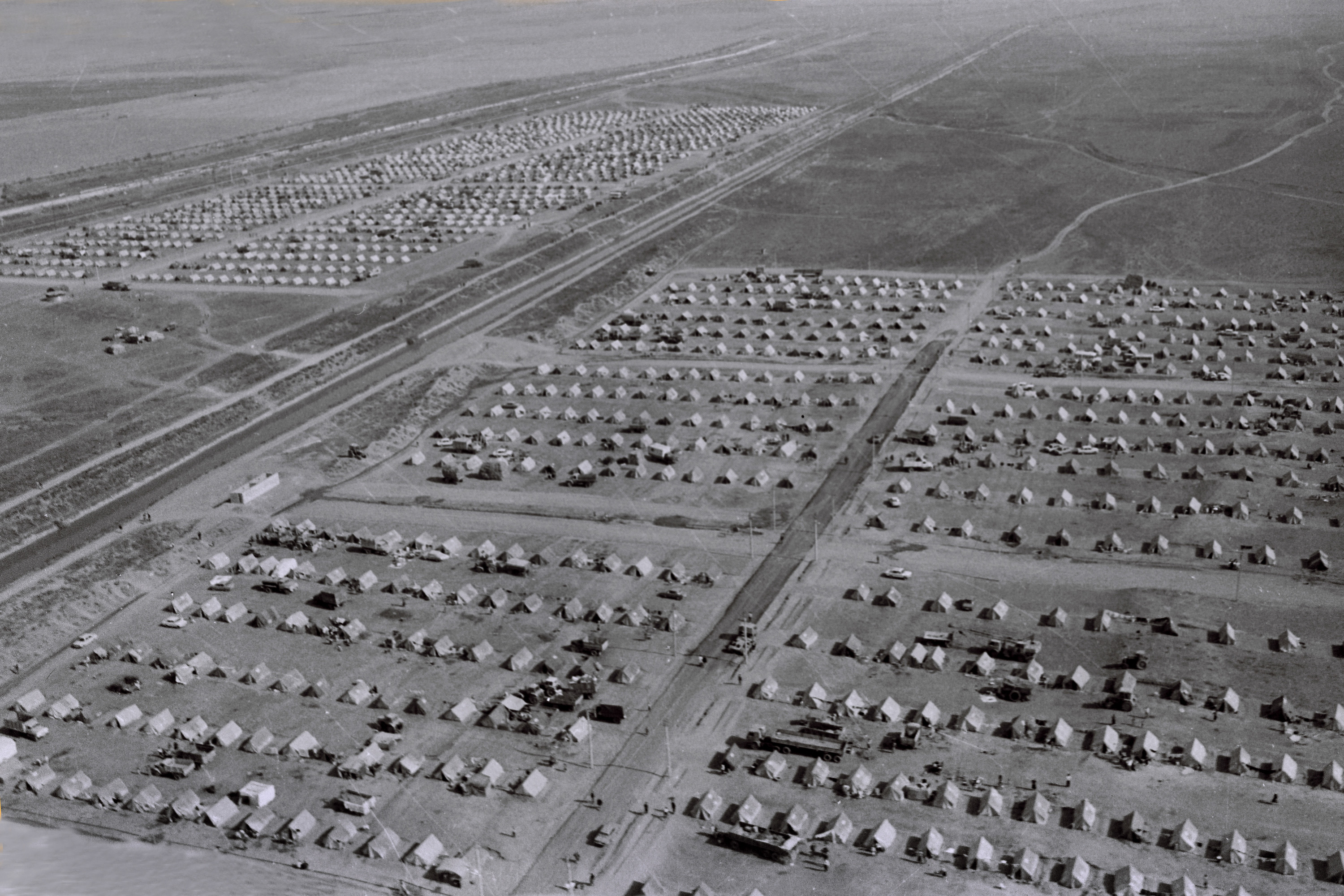
Campo de refugiados do Azerbaijão perto de Beylagan

A União Europeia foi um doador importante e, desde o início das hostilidades em setembro de 2020, forneceu 17 milhões de euros em assistência às pessoas mais afetadas. É um grande doador para a Arménia em geral e afirmou, em 9 de julho de 2021, que mobilizaria mais 1 bilhão de euros em assistência.
A Federação Russa também prestou ajuda às vítimas do conflito e, em abril de 2021, informou-se que forneceu US $ 15 milhões para as vítimas, trabalhando por meio de seu Centro Interagências para a Reação Humanitária. Além disso, desempenhou um papel importante na obtenção da declaração Trilateral, e seu contingente de manutenção da paz ajudou a garantir a segurança e estabilidade e auxiliou na localização de pessoas desaparecidas.
A Armênia anunciou no dia 10 de novembro de 2020 uma trégua com o Azerbaijão com “mediação” da Rússia, após um dia de confrontos entre forças dos dois países perto da disputada região do Nagorno-Karabakh. Após o acordo de cessar-fogo foi estabelecido o envio de uma força militar russa de manutenção da paz e realocação dos deslocados.
Um novo confronto entre militares da Armênia e do Azerbaijão eclodiu no dia 16 de novembro de 2021, perto do território separatista de Nagorno-Karabakh. Autoridades armênias dizem que 15 soldados do país morreram no conflito, enquanto o Azerbaijão afirmam que dois militares azeris ficaram feridos.

## COVID-19

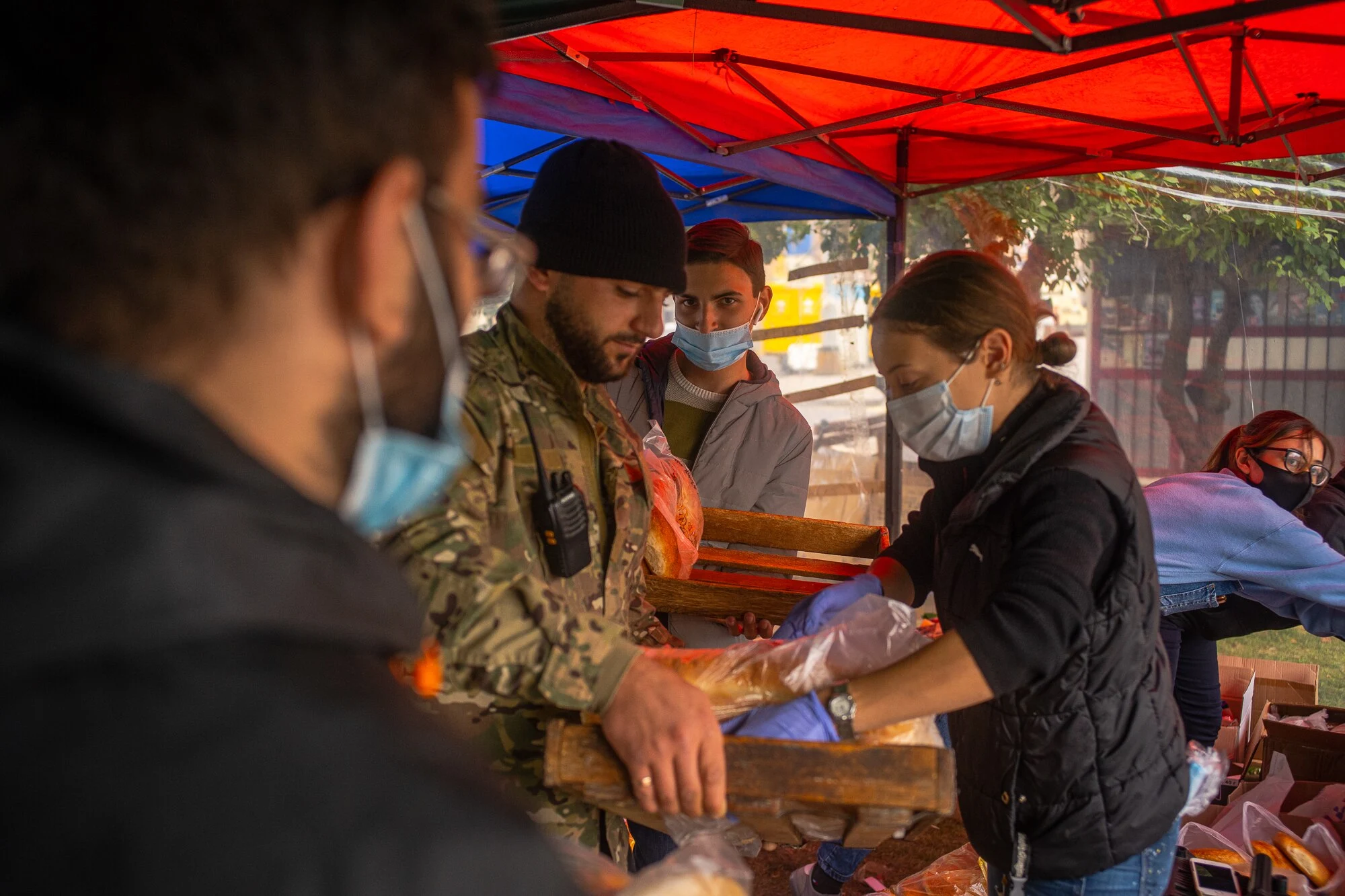
Voluntários na Armênia coletam alimentos, remédios e roupas para enviar às famílias deslocadas pelo conflito em Nagorno-Karabakh

Os impactos combinados da pandemia de COVID 19, guerra e realocação imediata de uma população inteira sobrecarregaram o sistema de saúde na Armênia, pois as prioridades concorrentes exauriram a capacidade do hospital e da saúde. Durante a guerra, várias famílias foram abrigadas em bunkers superlotados no porão, o que aumentou significativamente a transmissão de COVID-19, causando um aumento de novos casos em Nagorno-Karabakh. Muitos provedores de saúde em Stepanakert, capital de Nagorno-Karabakh, continuaram a tratar pacientes apesar de estarem infectados com COVID-19 devido à falta de pessoal causada pela pandemia e serviços para os militares, aumentando ainda mais a transmissão.
Bombardeio contínuo de áreas civis, incluindo instalações de saúde (um crime de guerra sob a Convenção de Genebra) dificultou o acesso e o recebimento de atendimento oportuno dos profissionais de saúde e os esforços para rastrear o contato e conter a disseminação do vírus.
Desde a chegada de cerca de 300.000 refugiados e pessoas deslocadas da guerra dos anos 90 e dos acontecimentos que a precederam, a Armênia não enfrentou tal deslocamento. No auge da guerra de 6 semanas, havia cerca de 91.000 pessoas deslocadas (predominantemente mulheres e crianças e homens idosos). A maioria encontrou acomodação e abrigo em Yerevan ou em outro lugar na Armênia, muitos ficando com famílias anfitriãs. Hospedagem de curto prazo também foi fornecida em hotéis e outros lugares, geralmente em regiões próximas ao conflito. A disseminação do Covid-19 durante o período exacerbou o problema de lidar com as necessidades das pessoas deslocadas.
Dos que foram inicialmente deslocados, muitos voltaram para Stepanekert / Khankendi e outras partes da região de Nagorno-Karabakh que permaneceram sob o controle da Armênia.